# Armas Taipale
Armas Rudolf Taipale (* 27. Juli 1890 in Helsinki; † 9. November 1976 in Turku) war ein finnischer Diskuswerfer. Sein größter Erfolg war der Gewinn der Goldmedaillen im ein- und beidarmigen Diskuswurf bei den Olympischen Spielen 1912 in Stockholm.
Taipale nahm an den Olympischen Spielen 1912, 1920 und 1924 teil. Er konnte sich nach seinem Doppelerfolg 1912 bei den folgenden Spielen 1920 noch einmal Silber im Diskuswurf sichern.

## Erfolge
- 1912, Olympische Spiele Stockholm: Platz 1 Diskuswurf (45,21 m)
- 1912, Olympische Spiele Stockholm: Platz 1 Diskuswurf beidarmig (82,86 m)
- 1920, Olympische Spiele Antwerpen: Platz 2 Diskuswurf (44,190 m)